# Ephraim King Wilson (Politiker, 1771)
Ephraim King Wilson (* 15. September 1771 bei Snow Hill, Worcester County, Province of Maryland; † 2. Januar 1834 ebenda) war ein US-amerikanischer Politiker. Er war der Vater von William Sydney Wilson, einem konföderierten Politiker und Offizier in der Konföderiertenarmee, und Ephraim King Wilson, einem US-Senator.
Wilson graduierte 1790 am Princeton College, studierte Jura und wurde dann 1792 als Anwalt zugelassen. Anschließend eröffnete er eine eigne Anwaltspraxis in Snow Hill. Jahre später entschloss er sich eine politische Laufbahn einzuschlagen. Er wurde als Jackson-Demokrat in den 20. und den 21. US-Kongress gewählt, wo er den achten Wahldistrikt von Maryland vertrat. Wilson verblieb dort vom 4. März 1827 bis zum 3. März 1831. Nach einer fehlgeschlagenen Nominierung für den 22. US-Kongress kehrte er zu seiner Tätigkeit in seiner Anwaltspraxis zurück, die er bis zu seinem Tod 1834 nachging. Anschließend wurde er auf dem Friedhof der Makemie Memorial Presbyterian Church in Snow Hill beigesetzt.